# Neue Post
Neue Post ist eine wöchentlich erscheinende Frauenzeitschrift, die von der Bauer Media Group herausgegeben wird. Der Sitz der Redaktion ist Hamburg.

## Inhalt und Schwerpunkte
Kernzielgruppe von Neue Post sind Frauen ab 50 Jahren. Themenschwerpunkte sind Berichte und Reportagen aus der Welt von Prominenz und Adel sowie Ratgeber zu Gesundheits-, Mode-, Kosmetik- und Reisethemen.

## Auflage und Verbreitung
Die Zeitschrift hat laut IVW 4/2024 eine verbreitete Auflage von 264.622 Exemplaren und erreicht laut MA 2021 P1 1,72 Mio. Leser. Neue Post ist damit Marktführer im Segment der unterhaltenden Frauenzeitschriften.

## Geschichte
Die Erstausgabe von Neue Post erschien am 20. März 1948, einem Samstag, unter dem Titel Die neue Landpost. (Untertitel: Wochenblatt für die Familie) in Düsseldorf. Gründer, Herausgeber/Lizenzträger und zugleich erster Chefredakteur war Werner M. von Elsbergen, der zuvor als Redakteur für die 1946 gegründete Rheinische Post arbeitete. Von Elsbergen war während des Zweiten Weltkriegs Kriegsberichterstatter und publizierte u. a. in der Monatszeitschrift Der SA-Führer. Bei der Rheinischen Post lernte er den Verleger Kurt Müller kennen, den er als Mitherausgeber/Lizenzträger für Die neue Landpost gewinnen konnte. Die Startauflage betrug 403.265 Exemplare, was für damalige Verhältnisse überdurchschnittlich hoch war. Die neue Landpost war mit Der Spiegel und Hörzu eine der ersten Wochenzeitschriften Deutschlands, die unter Lizenz erschienen sind.
Mit der Heftnummer 22/1948 wurde das Heft umbenannt in Die neue Post (Untertitel: Wochenblatt für Stadt und Land). Am 6. Juli 1950 erschien das Blatt erstmals unter dem bis heute bekannten Titel Neue Post. Lediglich der Untertitel änderte sich in den folgenden Jahren weiterhin mehrfach: Von Das große Familienblatt (1956) über Die Freundin mit dem guten Herzen (1961–1964) bis zu für die Frau (ab 1964). 1961 wurde die Neue Post vom Kurt Müller Verlag, Düsseldorf, verkauft an den Heinrich Bauer Verlag, Hamburg.
1966 erfolgte die Umstellung des Produktionsverfahrens vom Hochdruck und lose zusammengetragenen Blättern im Zeitungsformat auf den Vierfarb-Tiefdruck und fest zusammengeheftete Seiten im Illustrierten-Format. Danach stieg die Auflage von 230.000 wöchentlich verkauften Exemplaren (Ende 1965) binnen Jahresfrist auf über eine Million Exemplare (Ende 1966) und weiter auf 1,6 Millionen Exemplare (Ende 1969). Gegen Ende der 1960er-Jahre zogen die anderen Titel dieser Gattung nach und stellten ihr Produktionsverfahren ebenfalls auf das Illustrierten-Format um. 1975 verkaufte die Neue Post wöchentlich 1,8 Mio. Hefte, 1983 waren es 1.951.000 Exemplare pro Woche.

## Publikumspreis „Mein Star des Jahres“
Der Musikpreis „Mein Star des Jahres“ wurde 2009 ins Leben gerufen. Die Preisträger werden ausschließlich durch die Leser der Zeitschrift und der User des Online-Portals Schlager.de gewählt. In den vergangenen Jahren haben u. a. Künstler wie Helene Fischer, Udo Jürgens, Andrea Berg, Roland Kaiser, Carmen Nebel, Howard Carpendale, Florian Silbereisen diesen Preis entgegengenommen.
| 1998    | 1999    | 2000    | 2001    | 2002    | 2003    | 2004   | 2005   | 2006   | 2007   | 2008   | 2009   | 2010   | 2011   | 2012   | 2013   | 2014   | 2015   | 2016   | 2017   | 2018   | 2019   | 2020   | 2021   | 2022   | 2023   | 2024   |
| ------- | ------- | ------- | ------- | ------- | ------- | ------ | ------ | ------ | ------ | ------ | ------ | ------ | ------ | ------ | ------ | ------ | ------ | ------ | ------ | ------ | ------ | ------ | ------ | ------ | ------ | ------ |
| 1319974 | 1285479 | 1278012 | 1239001 | 1172926 | 1086551 | 993750 | 943029 | 879273 | 801047 | 770986 | 738370 | 701371 | 686907 | 653541 | 632266 | 613572 | 582024 | 564782 | 483032 | 454060 | 439892 | 402994 | 389798 | 334481 | 298613 | 264193 |

## Chefredakteure
- 1948–1953: Werner M. von Elsbergen
- 1953–1956: Günter Rudorf
- 1956–1961: Günter Fischer
- 1961–1962: K. H. Vollmann
- 1962–1963: H. Rennecke
- 1963–1966: Hans Rolfs und Werner Künkler
- 1967–1970: Siegfried Agthe
- 1970–1971: Elisabeth Fischer und Hartmut Klemann
- 1971–1997: Hartmut Klemann
- 1997–2008: Norbert Schubert
- 2008–2010: Kai Winckler
- 2010–2011: Hansjörn Muder
- 2011–2014: Kathrin Kellermann
- 2014–2019: Roland Hag[5]
- seit 2019: Eike Lange